# البهائية في تشاد
على الرغم من أن تاريخ الديانة البهائية في تشاد بدأ بعد استقلالها في عام 1960، إلا أن أعضاء الديانة كانوا حاضرين في المناطق المرتبطة بها منذ عام 1953. انتخب البهائيون في تشاد أول جمعية روحية وطنية لهم في عام 1971. على مدى العقود التالية، كان البهائيون نشطين بعدة طرق، ووفقًا لبعض التقديرات أصبحوا ثالث أكبر ديانة دولية في تشاد بأكثر من 80.300 عضو بحلول عام 2000 و96.800 في عام 2005، و94.499 في عام 2010.

## التاريخ المبكر
قبل الاستقلال كانت منطقة تشاد جزءًا من إفريقيا الاستوائية الفرنسية (وكذلك الكونغو الحديثة وأفريقيا الوسطى والجابون). كان الرواد الأوائل في المنطقة هم ماكس كينييريزي الذي استقر في ما كان يُعرف آنذاك بأفريقيا الاستوائية الفرنسية (وتحديدًا في المنطقة التي أصبحت فيما بعد جزءًا من جمهورية الكونغو )، وسامسون مونجونو في الكونغو البلجيكية (التي أصبحت بعض الأجزاء الأخرى منها فيما بعد جزءًا من تشاد)؛ وصل كلاهما في عام 1953 من توسع الديانة البهائية في أوغندا في نفس الرحلة التي سلمت إينوك أولينغا إلى الكاميرون البريطانية. نظم البهائيون هذه المناطق والمناطق المجاورة لها في الجمعية الروحية الوطنية الإقليمية لوسط وشرق أفريقيا في عام 1956 - بما في ذلك أوغندا وتنجانيقا وكينيا والكونغو البلجيكية ورواندا وأفريقيا الاستوائية الفرنسية وزنجبار وجزر القمر وسيشل وأرخبيل تشاغوس. ومع ذلك، بمجرد استقلال تشاد سياسياً، لم يعد هناك بهائيون في أي من الأراضي الخاصة بتشاد حتى عام 1961. كان أول بهائي في تشاد هو كليوفاس ك. فافا في ما كان يسمى آنذاك حصن لامي، العاصمة. في نوفمبر 1962 تقريبًا، كان المجلس الروحي الوطني لوسط وغرب إفريقيا يضم أكثر من 14000 شخص، معظمهم لم يكونوا في تشاد. ولم يتغير الوضع كثيراً عندما غُيرت الجمعيات الإقليمية في عام 1963 لربط تشاد بأوغندا ودول وسط أفريقيا الأخرى. كان من أوائل الرواد ديمبسي وأدريان مورجان اللذين وصلا في ديسمبر 1967. كان أول بهائي تشادي أصلي هو إرنست نبوبا، الذي اعتنق الإسلام في أوائل عام 1968. بحلول عام 1968، كان هناك 7 بهائيين تشاديين واثنين من الرواد، لذا أُنتخبت جمعية محلية. بحلول عام 1969 قفز عدد أفراد المجتمع إلى ما يقرب من 1200 بهائي وثلاث عشرة جمعية بين 63 منطقة يتواجد فيها البهائيون. هناك حكايات عن طالب عاد إلى وطنه من الكاميرون حيث سمع عن الدين واعتنقه في تشاد في بداية صيف عام 1970. وعندما انتقل إلى بونجور في أكتوبر لمواصلة دراسته، نجح في نشر دينه الجديد بين زملائه الطلاب وامتد النمو إلى المدينة لتصبح منطقة تضم ستة تجمعات وأكثر من 125 بهائيًا بحلول أبريل 1971.

## نمو
بعد وفاة شوقي أفندي، أصبح بيت العدل الأعظم المنتخب هو رئيس الدين وبدأ في إعادة تنظيم المجتمعات البهائية في أفريقيا من خلال فصل المجتمعات الوطنية الإقليمية لتشكيل جمعياتها الوطنية الخاصة من عام 1967 وحتى تسعينيات القرن العشرين. لقد كان وصول أول يد للقضية لزيارة تشاد، روحية خانوم، التي كانت تعبر أفريقيا من الشرق إلى الغرب لزيارة العديد من مجتمعات البلاد بما في ذلك تشاد، حافزًا كبيرًا للمجتمع البهائي. وصلت إلى فورت لامي عن طريق بانغي في فبراير/شباط 1970، في الذكرى العاشرة لاستقلال تشاد، وزارت هناك وقرى غاسي ودجاري. خلال زيارتها التي استغرقت أسبوعين التقت في الغالب بأفراد ومؤسسات دينية. وفي غاسي ساهمت في تكريس المركز البهائي الذي كان قيد الإنشاء. من تشاد سافر خانوم إلى الكاميرون. كان هناك تطوران بعد رحلتها، أولهما مشاركة البهائيين التشاديين في المؤتمر الوطني الإقليمي الأول لوسط أفريقيا الذي عقد في بانغي (حيث انفصلت أوغندا عن جمعيتها الوطنية الخاصة في عام 1970) وثانيهما محاولة البهائيين في تشاد التسجيل لدى الحكومة الفيدرالية، ولكن تبين أن الحكومة ليس لديها أي إجراء لتسجيل أي دين جديد منظم في البلاد. وصل المندوبون التشاديون إلى المؤتمر الإقليمي في الوقت المناسب لحضور الدروس التي تسبق المؤتمر ورأوا يد القضية أبو القاسم فيضي الذي مثل بيت العدل الأعظم. وأشار التشاور في المؤتمر إلى النمو السريع للدين في تشاد، وعيّن فايزي أدريان مورغان كعضو في مجلس الإدارة المساعد. وعند عودته إلى تشاد، وفي إطار السعي للحصول على الاعتراف الرسمي من الحكومة، ساعد عزيز نافيدي، المحامي الرائد، ممثل بيت العدل الأعظم، في تبادل المعلومات حول الطابع العالمي للدين مع السلطات، في حين كانت المجتمعات والحكومة تعالج الطعون التي رُفعت في النهاية إلى الرئيس آنذاك، فرانسوا تومبالباي. وبعد هذا النجاح، اجتمعت الجماعة في فبراير/شباط في مؤتمر لانتخاب أول جمعية روحية وطنية لها في أبريل/نيسان 1971، وحضره إينوك أولينغا الذي عُين حينها كيد للقضية. انعقد المؤتمر في جاسي خارج حصن لامي جزئيًا لأن زعيم القرية انضم إلى الدين ووفر مساحة كبيرة للاجتماع للمؤتمر. وقد روت أولينغا في المؤتمر حكاية طريفة عبّرت عن حاجة المجتمع سريع النمو إلى دراسة دينه الجديد وفهمه شخصيًا. وقارن بين الحاجة إلى الصلاة اليومية والحاجة إلى الطعام اليومي. لا ننتظر شخصًا آخر ليأكل من أجلنا، ولا ينبغي لنا أن ننتظر شخصًا آخر ليصلي من أجلنا. كان عدد أتباع الدين في فورت لامي يتجاوز الألف بينما كان المجتمع في جميع أنحاء تشاد يتميز بأنه يتكون من ستة وتسعين جمعية روحية محلية من بين 300 منطقة تضم البهائيين الذين تضخم عددهم إلى أكثر من 8000. عقد المؤتمر الوطني الثاني يومين من الدروس للمندوبين لفهم عملية وهدف المؤتمر والجمعية الوطنية ودورهم كمندوبين ودور ضباط المؤتمر (الذين ينتخبونهم أيضًا). وكان البهائيون في غاسي قد شكلوا بالفعل مدرسة بهائية للأطفال، كما تُبرعَ بالأرض لبناء تسعة مراكز بهائية في المؤتمر، وركزت مشاورات المندوبين على الحاجة إلى رواد ناطقين بالفرنسية يفهمون الدين خاصة في المناطق النائية. في ديسمبر 1972، وصلت حافلات وسيارات محملة بالشباب من تشاد وجمهورية أفريقيا الوسطى إلى الكاميرون حيث استضافت المؤتمر الإقليمي الأول للشباب الأفريقي.

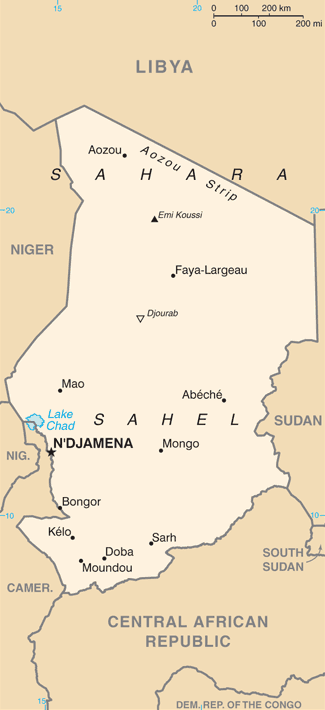
خريطة تشاد

في عام 1972 (ومرة أخرى في عام 1974) احتفل البهائيون في تشاد بيوم الأمم المتحدة الأول في تشاد. وقد عقد الاجتماع العام في المركز البهائي الوطني بالتعاون مع الممثل المقيم لبرنامج الأمم المتحدة الإنمائي، وشارك فيه مساعد الممثل الأممي الذي تحدث وقدم بعض الأدبيات بينما تحدث بهائي عن التعاليم البهائية - وقد غطت وسائل الإعلام المطبوعة والإذاعية في تشاد هذا الحدث وحضر الاجتماع 50 شخصًا. انعقد المؤتمر الوطني الثالث في مدينة سرح في جنوب تشاد حيث تبرع رئيس البلدية باستخدام المركز البلدي للمدينة. في عام 1974 نُشرت الصلوات مترجمة إلى لغات ماسا ونغامباي وكانوري. في أكتوبر 1976، عقد البهائيون مؤتمرًا وطنيًا حول تقدم الدين كجزء من موجة من المؤتمرات المماثلة في جميع أنحاء العالم. وبعد موجات المؤتمرات التي قام بها البهائيون المسافرون، وبعضهم من إيران، جلبوا الدين إلى القرى، كما قدموا معاهد لتعزيز فهم الدين ودروسًا للأطفال. في يناير 1977، عقد البهائيون في ساهر مؤتمراً للنساء، حيث لم يكن من بين المشاركات الأربعين سوى 12 بهائية، وأعقب ذلك موجة من التحولات شملت نصفها من النساء. واستمرت المؤتمرات الأخرى خلال صيف عام 1977. تمكنت جماعة تشاد من تجنب الحظر كجزء من حملة واسعة شملت العديد من بلدان جنوب الصحراء الكبرى. كانت تشاد إحدى الدول البهائية التي نظمت سلسلة من الفعاليات تكريمًا للسنة الدولية للطفل عام 1979. قام مستشار بهائي بالسفر إلى غرب أفريقيا بما في ذلك تشاد لمساعدة المجتمعات في جهودها. ورغم أن المستشار مرض في تشاد، فإن البرنامج الذي طُور كان الأكثر نجاحا في المنطقة. نظمت لجنة الأطفال معاهد لـ 125 قرية وقاموا بأنفسهم بإجراء الاجتماعات وإنتاج مجموعة من خطط الدروس باللغتين الفرنسية والإنجليزية والتي وزعت على مجتمعات غرب إفريقيا الأخرى. في عام 1981 انعقد المؤتمر الوطني في مويسال وفي عام 1982 عُين ستين جمعية محلية في تشاد كقادة في مناطقهم لمساعدة المجتمعات المجاورة في تنظيم اجتماعاتهم الدينية وفي نفس الوقت تكون معهد إقليمي دائم في ماندا. في عام 1983 تجاوز عدد الحضور المقاعد المخصصة لمشاهدة فيلم يصف الحج البهائي في مويسالا.

### أنشطة المجتمع المتنامي
هناك أدلة على وجود أنشطة للمجتمع البهائي في الفترة من الثمانينيات وحتى عام 2008 وبعضها بدعوة من أطراف ثالثة. لقد تحرك الشباب البهائي لتحقيق عدد من الأغراض على مر السنين. وكان البهائيون أيضًا وكلاء متعاونين مع وكالات مختلفة، وبدأ البهائيون منظمة غير حكومية مكرسة لحل التحديات البيئية والتنموية المحلية. انظر التفاصيل أدناه. حصلت العملية الشاملة لتطوير مشاريع التنمية على دبلوم المشاركة من غرفة التجارة في المعرض الدولي الرابع للجمارك والاتحاد الاقتصادي لأفريقيا الوسطى (الذي أعيدت تسميته لاحقًا إلى المجموعة الاقتصادية لدول وسط أفريقيا ).
- منذ أن أعلنت الأمم المتحدة السنة الدولية للشباب في عام 1979، تطورت الخطط في الأعوام التالية لتعزيز العمل البناء للشباب. في عام 1985، حشد الشباب البهائيون في تشاد جهودهم لتخفيف معاناة الآلاف من المتضررين من المجاعة من خلال زيارة المرضى وكبار السن وإعداد الطعام وجمع الملابس وتوزيعها. نُظم مؤتمر إقليمي للشباب في ساره بحضور 200 شاب من المناطق المحيطة و زُرع ثلاثة هكتارات من الأشجار في ماكيلينج دعماً لـ IYY. لتشجيع جميع نوادي الشباب في تشاد والجمعيات المحلية الراعية لها على القيام بأنشطة السنة الدولية للشباب، قامت الجمعية الروحية الوطنية للبهائيين في تشاد بطباعة وتوزيع كميات كبيرة من شعار السنة الدولية للشباب على جميع المجتمعات المحلية.[37] وواصل البهائيون استضافة يوم الأمم المتحدة بالإضافة إلى إضافة احتفالات يوم الدين العالمي.[38]
- بالتعاون مع وزارة التعليم التشادية، رعت الجماعة البهائية برنامجًا مع متحدث ضيف بمناسبة السنة الدولية لمحو الأمية (انظر اليوم الدولي لمحو الأمية) والذي بُث تلفزيونيًا في 24 أكتوبر 1989.[39] وبعد ذلك ذُكر الدين البهائي على التلفزيون المحلي في مونغو في عام 1996.[40]
- بدأت في بونجور ثم انتقلت إلى ساره، APRODEPIT، وهو اختصار لـ Action pour la Promotion des Ressources des Organizations de Défense de l'Environnement et de la Pisciculture integrée au Tchad (العمل من أجل تعزيز الموارد للمنظمات المدافعة عن البيئة وتربية الأسماك المتكاملة في تشاد)، وهي منظمة غير حكومية مستوحاة من البهائية، تؤكد على المشاركة والتشاور في محاولة لتعزيز الحفاظ على البيئة وتنمية المجتمع على طول نهر شاري منذ عام 1992.[41]
- أفادت السفارة الأمريكية في تشاد في عام 2008 أنها استضافت حفل إفطار دعت إليه ممثلين عن المجتمعات المسلمة والمسيحية والبهائية.[42]

## المجتمع الحديث
يتواجد رواد الأعمال على المدى الطويل في تشاد - بعضهم يقيمون لسنوات عديدة والبعض الآخر يقيمون لفترة قصيرة. هناك حلقات دراسية تابعة لمعهد روحي. هناك اجتماعات صلاة أسبوعية باللغة الفرنسية تقام في أيام السبت بعد الظهر في المركز البهائي في نجامينا. وفقًا للمصادر البهائية، استمر الدين في النمو خلال ثمانينيات القرن العشرين حيث أُنشئت المدارس والمكتبات والصيدليات والمعارض حول الزواج البهائي باسم الدين. في بعض الأحيان كان عدد الأشخاص الذين حضروا أكثر من العدد الذي يمكنه حضور الدروس في حين أصبحت بعض هذه المؤسسات قادرة على الاعتماد على نفسها.

### التركيبة السكانية
قدرت الموسوعة المسيحية العالمية عدد السكان البهائيين بأكثر من 80.300 في عام 2000، و96.845 في عام 2005، و94.499 في عام 2010. وفقًا لموقع الاستخبارات الدينية، فإن الديانة البهائية هي ثالث أكبر ديانة منظمة دوليًا في البلاد بعد الإسلام والمسيحية.

## النمو
بعد وفاة شوقي أفندي، أصبح بيت العدل الأعظم المنتخب هو المرجع الأعلى للدين البهائي، وبدأ في إعادة تنظيم المجتمعات البهائية في أفريقيا من خلال فصل المجتمعات الإقليمية لتشكيل جمعيات وطنية مستقلة، وذلك من سنة ١٩٦٧ وحتى تسعينات القرن العشرين. كان وصول أول يد للقضية الإلهية إلى تشاد، وهي روحية خانوم، التي كانت تجوب أفريقيا من الشرق إلى الغرب لزيارة المجتمعات البهائية، حافزًا كبيرًا لتنمية المجتمع البهائي هناك. وصلت خانوم إلى فورت لامي عبر بانغي في شباط ١٩٧٠، تزامنًا مع الذكرى العاشرة لاستقلال تشاد، وزارت هناك قرى غاسي ودجاري، حيث التقت بأفراد ومؤسسات دينية مختلفة. وفي غاسي، شاركت في تكريس المركز البهائي الذي كان لا يزال قيد الإنشاء، ثم واصلت رحلتها إلى الكاميرون.
شهد المجتمع البهائي في تشاد تطورين بعد زيارتها؛ أولهما مشاركة البهائيين التشاديين في أول مؤتمر وطني إقليمي لوسط أفريقيا الذي عقد في بانغي، حيث كانت أوغندا قد انفصلت عن جمعيتها الوطنية الخاصة سنة ١٩٧٠، وثانيهما محاولتهم تسجيل الدين رسميًا لدى الحكومة الفيدرالية، لكنهم واجهوا صعوبة لأن القوانين لم تكن تتضمن آلية لتسجيل ديانات جديدة. تمكن المندوبون التشاديون من الوصول إلى المؤتمر الإقليمي في الوقت المناسب لحضور الدروس التمهيدية، وشهدوا مشاركة يد القضية أبو القاسم فيضي الذي مثل بيت العدل الأعظم. وأكد التشاور في المؤتمر النمو السريع للدين في تشاد، وعيّن فايضي أدريان مورغان كعضو مساعد في مجلس الإدارة.
عند عودته إلى تشاد، ساعد عزيز نافيدي، المحامي البارز وممثل بيت العدل الأعظم، في تعزيز فهم السلطات لطبيعة الدين البهائي العالمية خلال المباحثات الرسمية، حتى تم رفع الطعون إلى الرئيس فرنسوا تومبالباي، مما أدى إلى تحقيق الاعتراف الرسمي. بعدها اجتمع المجتمع البهائي في مؤتمر عقد في شباط ١٩٧١ لانتخاب أول جمعية روحانية وطنية في نيسان، بحضور إينوك أولينغا الذي كان قد تم تعيينه حديثًا كيد للقضية.
انعقد المؤتمر في قرية جاسي قرب فورت لامي، حيث وفّر زعيم القرية، الذي كان قد اعتنق الدين البهائي، أرضًا واسعة لعقد الاجتماع. خلال المؤتمر، قدّم أولينغا حكاية رمزية عبّر من خلالها عن أهمية أن يتعلم كل فرد دينه بنفسه، قائلاً إننا لا ننتظر من أحد أن يأكل بدلًا منا، وكذلك لا يجب أن نعتمد على أحد ليصلي عنا. في ذلك الوقت، تجاوز عدد البهائيين في فورت لامي الألف شخص، وكان المجتمع البهائي منتشرًا في جميع أنحاء تشاد، مع وجود ستة وتسعين جمعية روحانية محلية من أصل ثلاثمائة منطقة تضم أكثر من ٨٠٠٠ بهائي.
وقد خُصص المؤتمر الوطني الثاني ليومين من الدروس التثقيفية للمندوبين حول مفهوم الجمعية الوطنية وأدوارهم فيها، بالإضافة إلى انتخاب ضباط المؤتمر. في غاسي، كان البهائيون قد أنشأوا بالفعل مدرسة بهائية للأطفال، وتم التبرع بأراضٍ لبناء تسعة مراكز بهائية أخرى. ركزت مشاورات المؤتمر على الحاجة لرواد يتحدثون الفرنسية ويفهمون تعاليم الدين، لا سيما في المناطق النائية.
وفي كانون الأول ١٩٧٢، نظّم الشباب من تشاد وجمهورية أفريقيا الوسطى قوافل بالحافلات والسيارات متجهين إلى الكاميرون، حيث عقد المؤتمر الإقليمي الأول للشباب البهائي في أفريقيا.

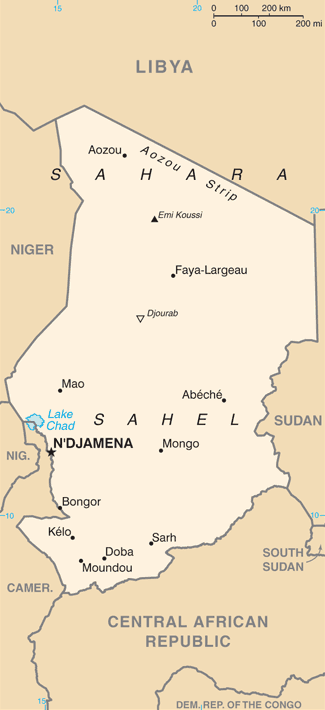
خريطة تشاد

في سنة ١٩٧٢ (ومرة أخرى سنة ١٩٧٤)، احتفل البهائيون في تشاد لأول مرة بيوم الأمم المتحدة. أقيم الاجتماع العام في المركز البهائي الوطني بالتعاون مع الممثل المقيم لبرنامج الأمم المتحدة الإنمائي، وشارك فيه مساعد الممثل الأممي الذي تحدث وقدم بعض المواد التعريفية، بينما تحدث أحد البهائيين عن التعاليم البهائية. وقد غطت وسائل الإعلام المطبوعة والإذاعية في تشاد هذا الحدث، وحضره خمسون شخصًا.
انعقد المؤتمر الوطني الثالث في مدينة سرح بجنوب تشاد، حيث تبرع رئيس البلدية باستخدام المركز البلدي للمدينة. في سنة ١٩٧٤، تم نشر مجموعة من الصلوات مترجمة إلى لغات الماسا والنگامباي والكانوري.
في تشرين الأول ١٩٧٦، عقد البهائيون مؤتمرًا وطنيًا حول تقدم الدين، ضمن موجة من المؤتمرات المماثلة حول العالم. وفي أعقاب هذه المؤتمرات، قام بعض البهائيين المسافرين، من ضمنهم زوار من إيران، بنشر الدين في القرى، وافتتاح معاهد لتعزيز الفهم الديني، وإقامة دروس للأطفال.
في كانون الثاني ١٩٧٧، عقد البهائيون مؤتمرًا للنساء في ساهر، حيث شاركت أربعون امرأة، من بينهن اثنتا عشرة بهائية فقط. أعقب المؤتمر موجة من التحولات، كان نصفها من النساء. واستمرت المؤتمرات خلال صيف نفس السنة.
تمكنت الجماعة البهائية في تشاد من تفادي الحظر ضمن حملة واسعة شملت بلدانًا عديدة من أفريقيا جنوب الصحراء. وفي سنة ١٩٧٩، كانت تشاد من الدول التي نظمت سلسلة فعاليات تكريمًا للسنة الدولية للطفل. وقد سافر مستشار بهائي إلى غرب أفريقيا، بما في ذلك تشاد، لدعم المجتمعات المحلية. وعلى الرغم من إصابته بالمرض أثناء وجوده في تشاد، إلا أن البرنامج الذي طور هناك كان الأكثر نجاحًا في المنطقة. قامت لجنة الأطفال بتنظيم معاهد في ١٢٥ قرية، وأداروا الاجتماعات بأنفسهم، وأنتجوا مجموعة من خطط الدروس باللغتين الفرنسية والإنجليزية، التي تم توزيعها لاحقًا على مجتمعات بهائية أخرى في غرب أفريقيا.
انعقد المؤتمر الوطني سنة ١٩٨١ في مويسالا، وفي سنة ١٩٨٢، تم تعيين ستين جمعية محلية كقادة لمناطقهم لدعم المجتمعات المجاورة في تنظيم الاجتماعات الدينية. كما تم الانتهاء من إنشاء معهد إقليمي دائم في ماندا. وفي سنة ١٩٨٣، فاق عدد الحضور المقاعد المخصصة أثناء عرض فيلم يوثق رحلة الحج البهائي في مويسالا.

## روابط خارجية
- الجماعة البهائية الوطنية في تشاد
- ساراندي تشاكريو - نبذة عن تشاد